# Болгарська консервативна партія
Болгарська консервативна партія (болг. Консервативна партия) — болгарська політична партія, що існувала у 1879–1884 роках. Дркованими органами партії були газети «Витоша», «Блгарски глас» та «Отечество».
Члени консервативної партії формували два перших уряди Болгарського князівства, але не змогли виграти жодних виборів. Після підтримки виступів проти режиму Олександра I Баттенберга та скасування Тирновської конституції партія була дискредитована й остаточно розпалась.

## Відомі члени партії
- Марко Балабанов (1837–1921)
- Тодор Стоянов Бурмов (1834–1906)
- Георгій Валкович (1833–1892)
- Димитр Греков (1847–1901)
- Тодор Ікономов (1835–1892)
- Васил Друмев (1841–1901)
- Григор Накович (1845–1920)
- Константин Стоїлов (1853–1901)